# Список награждённых медалью Франциска Скорины (1990—1999)

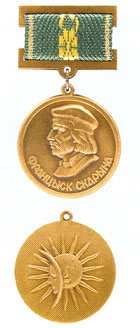
Медаль Франциска Скорины

Медаль Франциска Скорины (бел. Медаль Францыска Скарыны) — самая старая из медалей Республики Беларусь. Была учреждена в 1989 году. Медалью награждаются деятели образования, науки, культуры за высокие достижения в своей деятельности.

## За 1990 год
Число награждённых — 7 человек.
| № п/п | Стра на                   | Фамилия Имя Отчество          | Должность либо профессия на момент награждения                                                           | Дата награждения (выхода указа) |
| ----- | ------------------------- | ----------------------------- | --- | ------------------------------- |
| 1     | Флаг Беларуси (1991—1995) | Белакоз, Александр Николаевич | Учитель белорусского языка и литературы, заведующий музейным комплексом в д. Гудевичи Мостовского района | 11 сентября 1990 года           |
| 2     | Флаг Беларуси (1991—1995) | Гилевич, Нил Семёнович        | Писатель, председатель Республиканской рады товарищества белорусского языка имени Франциска Скорины      | 11 сентября 1990 года           |
| 3     | Флаг Беларуси (1991—1995) | Ермолович, Николай Иванович   | Историк, член Союза писателей БССР                                                                       | 11 сентября 1990 года           |
| 4     | Флаг Беларуси (1991—1995) | Ткачёв, Михаил Александрович  | Заведующий редакцией истории БССР издательства «Белорусская Советская Энциклопедия»                      | 11 сентября 1990 года           |
| 5     | Флаг Литвы                | Владимиров, Лев Иванович      | Профессор-консультант Вильнюсского государственного университета                                         | 22 ноября 1990 года             |
| 6     | Флаг Беларуси (1991—1995) | Кавко, Алексей Константинович | Ведущий научный сотрудник института Всемирной литературы имени А. М. Горького Академии наук СССР         | 22 ноября 1990 года             |
| 7     | Флаг Беларуси (1991—1995) | Лабынцев, Юрий Андреевич      | Старший научный сотрудник Института славяноведения и балканистики Академии наук СССР                     | 22 ноября 1990 года             |

## За 1991 год
Число награждённых — 15 человек.
| № п/п | Стра на                   | Фамилия Имя Отчество                                    | Должность либо профессия на момент награждения                                                                     | Дата награждения (выхода указа) |
| ----- | ------------------------- | ------------------------------------------------------- | --- | ------------------------------- |
| 8     | Флаг Беларуси (1991—1995) | Аниченко, Владимир Васильевич                           | Заведующий кафедрой Гомельского государственного университета имени Ф. Скорины                                     | 6 марта 1991 года               |
| 9     | Флаг Беларуси (1991—1995) | Бокуть, Борис Васильевич                                | Главный научный сотрудник Института физики Академии наук БССР                                                      | 6 марта 1991 года               |
| 10    | Флаг Беларуси (1991—1995) | Колесник, Владимир Андреевич                            | Профессор кафедры белорусской литературы Брестского государственного педагогического института имени А. С. Пушкина | 6 марта 1991 года               |
| 11    | Флаг Беларуси (1991—1995) | Коршунов, Александр Фомич                               | Старший научный сотрудник Института литературы имени Янки Купалы Академии наук БССР                                | 6 марта 1991 года               |
| 12    | Флаг Беларуси (1991—1995) | Милун, Раиса Антоновна                                  | Учитель белорусского языка и литературы Наровлянской средней школы № 2                                             | 6 марта 1991 года               |
| 13    | Флаг Беларуси (1991—1995) | Панизник, Сергей Степанович                             | Редактор издательства «Юнацтва»                                                                                    | 6 марта 1991 года               |
| 14    | Флаг Беларуси (1991—1995) | Подокшин, Семён Александрович                           | Ведущий научный сотрудник Института философии и права Академии наук Белорусской ССР                                | 6 марта 1991 года               |
| 15    | Флаг Беларуси (1991—1995) | Лужанин-Коротай, Александр Амвросьевич (Максим Лужанин) | Писатель | 3 апреля 1991 года              |
| 16    | Флаг Беларуси (1991—1995) | Скрыган, Иван Алексеевич (Ян Скрыган)                   | Писатель | 3 апреля 1991 года              |
| 17    | Флаг Польши               | Борщевский, Александр                                   | Профессор Варшавского университета                                                                                 | 28 мая 1991 года                |
| 18    | Флаг Великобритании       | Дингли, Джеймс                                          | Профессор Лондонского университета                                                                                 | 28 мая 1991 года                |
| 19    | Флаг Чехии                | Жидлицкий, Вацлав                                       | Профессор Карлова университета в Праге                                                                             | 28 мая 1991 года                |
| 20    | Флаг Беларуси (1991—1995) | Бриль, Иван Антонович (Янка Брыль)                      | Писатель | 10 октября 1991 года            |
| 21    | Флаг Беларуси (1991—1995) | Колесник, Владимир Андреевич                            | Писатель | 10 октября 1991 года            |
| 22    | Флаг Беларуси (1991—1995) | Крысько, Тимофей Васильевич (Василь Витка)              | Писатель | 10 октября 1991 года            |

## За 1992 год
Число награждённых — 8 человек.
| № п/п | Стра на                   | Фамилия Имя Отчество                   | Должность либо профессия на момент награждения                                                                                          | Дата награждения (выхода указа) |
| ----- | ------------------------- | -------------------------------------- | --- | ------------------------------- |
| 23    | Флаг Беларуси (1991—1995) | Кохановский, Геннадий Александрович    | Старший научный сотрудник Национального научно-просветительского центра им. Ф.Скорины Академии наук Республики Беларусь                 | 3 апреля 1992 года              |
| 24    | Флаг Беларуси (1991—1995) | Марочкин, Алексей Антонович            | Художник, заведующий кафедрой живописи Белорусской академии искусств                                                                    | 3 апреля 1992 года              |
| 25    | Флаг Беларуси (1991—1995) | Чигринов, Иван Гаврилович              | Писатель, председатель правления Белорусского фонда культуры                                                                            | 3 апреля 1992 года              |
| 26    | Флаг Беларуси (1991—1995) | Юревич, Владимир Михайлович            | Писатель, ответственный секретаря Комитета по Государственным премиям Республики Беларусь в области литературы, искусства и архитектуры | 3 апреля 1992 года              |
| 27    | Флаг Беларуси (1991—1995) | Евневич, Михаил Станиславович          | Заведующий кафедрой Минского государственного педагогического института имени А. М. Горького                                            | 2 сентября 1992 года            |
| 28    | Флаг Беларуси (1991—1995) | Панченко, Пимен Емельянович            | Писатель | 21 сентября 1992 года           |
| 29    | Флаг Беларуси (1991—1995) | Скурко, Евгений Иванович (Максим Танк) | Писатель | 21 сентября 1992 года           |
| 30    | Флаг Беларуси (1991—1995) | Азгур, Заир Исаакиевич                 | Скульптор | 28 декабря 1992 года            |

## За 1993 год
Число награждённых — 5 человек.
| № п/п | Стра на                   | Фамилия Имя Отчество             | Должность либо профессия на момент награждения | Дата награждения (выхода указа) |
| ----- | ------------------------- | -------------------------------- | ---------------------------------------------- | ------------------------------- |
| 31    | Флаг Беларуси (1991—1995) | Оловников, Владимир Владимирович | Композитор                                     | 17 марта 1993 года              |
| 32    | Флаг Беларуси (1991—1995) | Богатырёв, Анатолий Васильевич   | Композитор                                     | 17 марта 1993 года              |
| 33    | Флаг Беларуси (1991—1995) | Цвирко, Виталий Константинович   | Художник-живописец                             | 17 марта 1993 года              |
| 34    | Флаг Беларуси (1991—1995) | Кищенко, Александр Михайлович    | Художник-живописец                             | 14 июля 1993 года               |
| 35    | Флаг Беларуси (1991—1995) | Щемелёв, Леонид Дмитриевич       | Художник-живописец                             | 14 июля 1993 года               |

## За 1994 год
Число награждённых — 6 человек.
| № п/п | Стра на                   | Фамилия Имя Отчество            | Должность либо профессия на момент награждения                                    | Дата награждения (выхода указа) |
| ----- | ------------------------- | ------------------------------- | --------------------------------------------------------------------------------- | ------------------------------- |
| 36    | Флаг Беларуси (1991—1995) | Граховский, Сергей Иванович     | Писатель                                                                          | 11 февраля 1994 года            |
| 37    | Флаг Беларуси (1991—1995) | Заборский, Георгий Владимирович | Архитектор                                                                        | 11 февраля 1994 года            |
| 38    | Флаг Беларуси (1991—1995) | Пташников, Иван Николаевич      | Писатель                                                                          | 26 апреля 1994 года             |
| 39    | Флаг Беларуси (1991—1995) | Рагойша, Вячеслав Петрович      | Заместитель директора Национального научно-просветительского центра им. Ф.Скорины | 26 апреля 1994 года             |
| 40    | Флаг Беларуси (1991—1995) | Быков, Василь Владимирович      | Писатель                                                                          | 13 июля 1994 года               |
| 41    | Флаг Беларуси (1991—1995) | Мулявин, Владимир Георгиевич    | Директор-художественный руководитель ансамбля «Песняры»                           | 14 октября 1994 года            |

## За 1995 год
Число награждённых — 13 человек.
| № п/п | Стра на                   | Фамилия Имя Отчество                                | Должность либо профессия на момент награждения                                                           | Дата награждения (выхода указа) |
| ----- | ------------------------- | --------------------------------------------------- | --- | ------------------------------- |
| 42    | Флаг Беларуси (1991—1995) | Янковский, Ростислав Иванович                       | Артист Государственного академического русского драматического театра Республики Беларусь им. М.Горького | 1 февраля 1995 года             |
| 43    | Флаг Беларуси (1991—1995) | Вахромеев, Кирил Варфоломеевич (Митрополин Филарет) | Митрополит Минский и Слуцкий, Патриарший Экзарх всея Беларуси                                            | 14 марта 1995 года              |
| 44    | Флаг Беларуси (1991—1995) | Станюта, Стефания Михайловна                        | Артистка Национального академического театра имени Я.Купалы                                              | 11 мая 1995 года                |
| 45    | Флаг Беларуси             | Ващенко, Гавриил Харитонович                        | Художник                                                                                                 | 12 июля 1995 года               |
| 46    | Флаг Беларуси             | Горбунова, Светлана Григорьевна                     | Скульптор                                                                                                | 12 июля 1995 года               |
| 47    | Флаг России               | Ридигер, Алексей Михайлович (Алексий II)            | Святейший Патриарх Московский и Всея Руси                                                                | 22 июля 1995 года               |
| 48    | Флаг Беларуси             | Мицкевич, Данила Константинович                     | Старший научный сотрудник Литературного музея Якуба Колоса                                               | 16 августа 1995 года            |
| 49    | Флаг Беларуси             | Овсянников, Геннадий Степанович                     | Артист Национального академического театра имени Янки Купалы                                             | 16 августа 1995 года            |
| 50    | Флаг Беларуси             | Гарбук, Геннадий Михайлович                         | Артист Национального академического театра имени Янки Купалы                                             | 16 августа 1995 года            |
| 51    | Флаг Беларуси             | Роман, Олег Владимирович                            | Сотрудник Академии наук Белоруссии                                                                       | 18 сентября 1995 года           |
| 52    | Флаг Беларуси             | Скоропанов, Степан Гордеевич                        | Сотрудник Академии наук Белоруссии                                                                       | 13 ноября 1995 года             |
| 53    | Флаг Беларуси             | Мартенс, Эдуард Генрихович                          | Звукорежиссёр дирекции программ Белорусского радиовещания                                                | 15 ноября 1995 года             |
| 54    | Флаг Беларуси             | Черня, Надежда Анатольевна                          | Комментатор редакции общественных и социально-экономических программ Белорусского радиовещания           | 15 ноября 1995 года             |

## За 1996 год
Число награждённых — 21 человек.
| № п/п | Стра на       | Фамилия Имя Отчество                   | Должность либо профессия на момент награждения | Дата награждения (выхода указа) |
| ----- | ------------- | -------------------------------------- | --- | ------------------------------- |
| 55    | Флаг Польши   | Сычевский, Ян Янович                   | Председатель Главного правления Белорусского общественно-культурного товарищества в Польше                                                                                | 14 февраля 1996 года            |
| 56    | Флаг Беларуси | Захаревич, Мария Георгиевна            | Артистка Национального академического театра имени Янки Купалы | 12 апреля 1996 года             |
| 57    | Флаг Беларуси | Атаев, Сергей Сергеевич                | Главный научный сотрудник Научно-исследовательского и проектно-технологического института стройиндустрии                                                                  | 21 мая 1996 года                |
| 58    | Флаг Беларуси | Ерёменко, Николай Николаевич (старший) | Артист Национального академического театра имени Янки Купалы | 28 июня 1996 года               |
| 59    | Флаг Беларуси | Гаева, Валентина Ивановна              | Художественный руководитель-директор Белорусского государственного хореографического ансамбля «Харошкі»                                                                   | 1 августа 1996 года             |
| 60    | Флаг Беларуси | Громыко, Виктор Александрович          | Художник-живописец | 28 августа 1996 года            |
| 61    | Флаг Беларуси | Курочкин, Аким Григорьевич             | Художник-скульптор | 28 августа 1996 года            |
| 62    | Флаг Беларуси | Броварская, Зинаида Ивановна           | Артистка Национального академического театра имени Янки Купалы | 4 сентября 1996 года            |
| 63    | Флаг России   | Лужков, Юрий Михайлович                | Мэр Москвы | 19 сентября 1996 года           |
| 64    | Флаг Беларуси | Климова, Александра Ивановна           | Артистка Государственного академического русского драматического театра Республики Беларусь имени М.Горького                                                              | 30 сентября 1996 года           |
| 65    | Флаг Беларуси | Даниленко, Виктор Дмитриевич           | Чрезвычайный и Полномочный Посол Республики Беларусь в Российской Федерации                                                                                               | 2 октября 1996 года             |
| 66    | Флаг Японии   | Сасакава, Ёхэй                         | Президент Японского мемориального фонда охраны здоровья имени Сасакавы | 17 октября 1996 года            |
| 67    | Флаг Беларуси | Туров, Виктор Тимофеевич               | Кинорежиссёр киностудии «Беларусьфильм» | 24 октября 1996 года            |
| 68    | Флаг Беларуси | Аношко, Валерий Станиславович          | Заведующий кафедрой почвоведения и геологией Белорусского государственного университета                                                                                   | 31 октября 1996 года            |
| 69    | Флаг Беларуси | Капуцкий, Фёдор Николаевич             | Заведующий лабораторией физической химии и модификации целлюлозы Научно-исследовательского института физико-химических проблем Белорусского государственного университета | 31 октября 1996 года            |
| 70    | Флаг Беларуси | Шарапо, Александр Викторович           | Декан факультета международных отношений Белорусского государственного университета                                                                                       | 31 октября 1996 года            |
| 71    | Флаг Беларуси | Юхо, Иосиф Александрович               | Профессор кафедры теории и истории государства и права Белорусского государственного университетаы                                                                        | 31 октября 1996 года            |
| 72    | Флаг Беларуси | Конопелько, Зинаида Игнатьевна         | Артистка Белорусского государственного академического драматического театра имени Якуба Колоса                                                                            | 20 ноября 1996 года             |
| 73    | Флаг Беларуси | Витязь, Пётр Александрович             | Директор Научно-исследовательского института порошковой металлургии | 25 ноября 1996 года             |
| 74    | Флаг Беларуси | Голуб, Давид Мовшевич                  | Сотрудник Академии наук Белоруссии | 9 декабря 1996 года             |
| 75    | Флаг Беларуси | Давидович, Лилия Михайловна            | Артистка Национального академического театра имени Янки Купалы | 27 декабря 1996 года            |

## За 1997 год
Число награждённых — 16 человек.
| № п/п | Стра на       | Фамилия Имя Отчество              | Должность либо профессия на момент награждения                                                                     | Дата награждения (выхода указа) |
| ----- | ------------- | --------------------------------- | --- | ------------------------------- |
| 76    | Флаг Беларуси | Ахвердов, Иосиф Николаевич        | Профессор Белорусской государственной политехнической академии                                                     | 15 января 1997 года             |
| 77    | Флаг Беларуси | Кузьмицкая, Мария Алексеевна      | Директор Костровицкой базовой школы Слонимского района                                                             | 15 января 1997 года             |
| 78    | Флаг Беларуси | Лазарук, Михаил Арсеньевич        | Заведующий лабораторией литературного образования Национального института образования                              | 15 января 1997 года             |
| 79    | Флаг Беларуси | Скок, Зинаида Михайловна          | Организатор отдела образования Слонимского районного исполнительного комитета                                      | 15 января 1997 года             |
| 80    | Флаг Беларуси | Окружная, Светлана Артёмовна      | Артист Белорусского государственного академического драматического театра имени Якуба Колоса                       | 3 марта 1997 года               |
| 81    | Флаг Беларуси | Шмаков, Фёдор Иванович            | Артист Белорусского государственного академического драматического театра имени Якуба Колоса                       | 3 марта 1997 года               |
| 82    | Флаг Беларуси | Антонович, Иван Иванович          | Доктор философских наук, профессор, Министр иностранных дел Белоруссии                                             | 1 апреля 1997 года              |
| 83    | Флаг Беларуси | Сидоров, Юрий Владимирович        | Артист Государственного академического русского драматического театра имени М.Горького                             | 21 мая 1997 года                |
| 84    | Флаг Беларуси | Ховратович, Иосиф Петрович        | Заведующий редакцией научного и литературного контроля издательства «Беларуская Энцыклапедыя» имени Петруся Бровки | 22 июля 1997 года               |
| 85    | Флаг России   | Рассолов, Михаил Михайлович       | Заместитель Председателя Государственного высшего аттестационного комитета Российской Федерации, писатель          | 20 августа 1997 года            |
| 86    | Флаг Беларуси | Маслаков, Дмитрий Андреевич       | Ректор Гродненского государственного медицинского института                                                        | 8 сентября 1997 года            |
| 87    | Флаг Беларуси | Муравьёва, Алла Васильевна        | Заведующий научно-библиографическим отделом Национальной библиотеки Белоруссии                                     | 28 октября 1997 года            |
| 88    | Флаг Беларуси | Ярмоленко, Анатолий Иванович      | художественный руководитель творческого объединения «Студыя „Сябры“»                                               | 10 ноября 1997 года             |
| 89    | Флаг Беларуси | Манак, Николай Андреевич          | Директор Белорусского научно-исследовательского института кардиологии                                              | 17 ноября 1997 года             |
| 90    | Флаг Беларуси | Шавловская, Мария Фёдоровна       | Заведующий кафедрой белорусской литературы БГПУ имени Максима Танка                                                | 28 ноября 1997 года             |
| 91    | Флаг Беларуси | Луценко-Гайдулис, Елена Андреевна | Артистка Гродненского областного драматического театра                                                             | 16 декабря 1997 года            |

## За 1998 год
Число награждённых — 29 человек.
| № п/п | Стра на       | Фамилия Имя Отчество             | Должность либо профессия на момент награждения | Дата награждения (выхода указа) |
| ----- | ------------- | -------------------------------- | --- | ------------------------------- |
| 92    | Флаг Беларуси | Вагнер, Генрих Матусович         | Композитор | 13 января 1998 года             |
| 93    | Флаг Беларуси | Бурцева, Зоя Николаевна          | Артистка Могилёвского областного драматического театра | 14 января 1998 года             |
| 94    | Флаг Беларуси | Беланова, Валентина Степановна   | Заведующий отделом культуры Буда-Кошелёвского районного исполнительного комитета                                                                            | 14 января 1998 года             |
| 95    | Флаг Беларуси | Фицева, Любовь Стефановна        | Заведующий отделом образования Ветковского районного исполнительного комитета                                                                               | 14 января 1998 года             |
| 96    | Флаг Беларуси | Андилевко, Милетий Антонович     | Директор Лужковской средней школы Шарковщинского района | 14 января 1998 года             |
| 97    | Флаг Беларуси | Быкова, Мария Николаевна         | Учитель Усяжской средней школы Смолевичского района | 14 января 1998 года             |
| 98    | Флаг Беларуси | Пилипеня, Евгения Никоновна      | Руководитель Марочского хора Клецкого района | 14 января 1998 года             |
| 99    | Флаг Беларуси | Герлован, Борис Федосеевич       | Главный художник Национального академического театра имени Янки Купалы                                                                                      | 15 января 1998 года             |
| 100   | Флаг Беларуси | Воронько, Анатолий Иосифович     | Директор Национальной книжной палаты Белоруссии | 2 февраля 1998 года             |
| 101   | Флаг Беларуси | Тарасевич, Галина Константиновна | Заведующий филиалом «Каменецкая башня» Брестского областного краеведческого музея                                                                           | 5 февраля 1998 года             |
| 102   | Флаг Беларуси | Дрозд, Александр Сергеевич       | Начальник конструкторского отдела предприятия «Конструкторское бюро точного электронного машиностроения — оптико-механическое оборудование»                 | 5 февраля 1998 года             |
| 103   | Флаг Беларуси | Мартысюк, Владимир Кириллович    | Учитель средней школы № 168 г. Минска | 5 февраля 1998 года             |
| 104   | Флаг Беларуси | Петров, Михаил Владимирович      | Артист Белорусского республиканского театра юного зрителя                                                                                                   | 19 марта 1998 года              |
| 105   | Флаг Беларуси | Анисимов, Александр Михайлович   | Дирижёр оркестра Национального академического Большого театра оперы и балета Республики Беларусь                                                            | 19 марта 1998 года              |
| 106   | Флаг Беларуси | Жадан, Анатолий Алексеевич       | Директор издательства «Вышэйшая школа» | 16 апреля 1998 года             |
| 107   | Флаг США      | Кернс, Дональд                   | Президент благотворительного фонда «Рамапо — детям Чернобыля»                                                                                               | 17 апреля 1998 года             |
| 108   | Флаг Беларуси | Сидорович, Евгений Антонович     | Заведующий лабораторией Центрального ботанического сада НАН Белоруссии                                                                                      | 19 мая 1998 года                |
| 109   | Флаг Беларуси | Воинов, Николай Николаевич       | Проректор по учебной и воспитательной работе Гомельского государственного университета имени Франциска Скорины                                              | 19 июня 1998 года               |
| 110   | Флаг Беларуси | Гудимов, Борис Сергеевич         | Заведующий медицинским отделом редакции газеты «Беларуская Ніва»                                                                                            | 28 июля 1998 года               |
| 111   | Флаг Беларуси | Виноградов, Виктор Никонович     | Профессор Витебского государственного университета, председатель правления Витебской областной организации общества «Знание»                                | 4 августа 1998 года             |
| 112   | Флаг Беларуси | Казинец, Михаил Антонович        | Главный дирижёр Государственного академического народного оркестра Республики Беларусь имени И.Жиновича, ректор Белорусской государственной академии музыки | 24 сентября 1994 года           |
| 113   | Флаг Беларуси | Делец, Михаил Иванович           | Журналист, член Белорусского союза журналистов | 24 сентября 1994 года           |
| 114   | Флаг Беларуси | Большаков, Николай Егорович      | Декан математического факультета Витебского государственного университета                                                                                   | 1 октября 1998 года             |
| 115   | Флаг Беларуси | Свиридов, Вадим Васильевич       | Главный научный сотрудник Научно-исследовательского института физико-химических проблем Белорусского государственного университета                          | 20 октября 1998 года            |
| 116   | Флаг Беларуси | Ничков, Борис Владимирович       | Заведующий кафедрой деревянных духовых инструментов Белорусской государственной академии музыки                                                             | 4 ноября 1998 года              |
| 117   | Флаг Болгарии | Поптонев, Стефан Димов           | Писатель, председатель Общества дружбы «Болгария-Беларусь»                                                                                                  | 6 ноября 1998 года              |
| 118   | Флаг Беларуси | Шабловская, Лариса Кузьминична   | Директор предприятия «Белсоюзпечать» | 16 ноября 1998 года             |
| 119   | Флаг Беларуси | Суша, Тамара Николаевна          | Профессор кафедры лексикологии английского языка Минского государственного лингвистического университета                                                    | 26 ноября 1998 года             |
| 120   | Флаг Беларуси | Попов, Олег Васильевич           | Директор детской музыкальной школы № 9 г. Минска | 9 декабря 1998 года             |

## За 1999 год
Число награждённых — 16 человек.
| № п/п | Стра на       | Фамилия Имя Отчество                 | Должность либо профессия на момент награждения                                                                             | Дата награждения (выхода указа) |
| ----- | ------------- | ------------------------------------ | --- | ------------------------------- |
| 121   | Флаг Беларуси | Лахвич, Фёдор Адамович               | Заведующий лабораторией Института биоорганической химии, профессор, член-корреспондент НАН Белоруссии                      | 15 января 1999 года             |
| 122   | Флаг Беларуси | Марукович, Евгений Игнатьевич        | Директор Института технологии металлов НАН Белоруссии, профессор                                                           | 15 января 1999 года             |
| 123   | Флаг Беларуси | Стряпчий, Альберт Игоревич           | Заместитель главного редактора газеты «Беларуская Ніва»                                                                    | 31 марта 1999 года              |
| 124   | Флаг Беларуси | Булва, Антонина Александровна        | Заведующая сектором межбиблиотечного абонемента Президентской библиотеки Республики Беларусь                               | 21 апреля 1999 года             |
| 125   | Флаг Беларуси | Носова, Надежда Сергеевна            | Заведующая отделом книгохранения Президентской библиотеки Республики Беларусь                                              | 21 апреля 1999 года             |
| 126   | Флаг Беларуси | Пелагейченко, Эдуард Иванович        | Солист оперы Национального академического театра оперы Республики Беларусь                                                 | 1 июня 1999 года                |
| 127   | Флаг Беларуси | Гайда, Наталия Викторовна            | Артистка-вокалистка Государственного театра музыкальной комедии Республики Беларусь                                        | 30 июня 1999 года               |
| 128   | Флаг Беларуси | Вуячич, Виктор Лукьянович            | Художественный руководитель Государственного объединения «Белконцерт»                                                      | 12 июля 1999 года               |
| 129   | Флаг Беларуси | Станкевич, Александра Александровна  | Заведующая кафедрой белорусского языка Гомельского государственного университета имени Францыска Скорины                   | 15 июня 1999 года               |
| 130   | Флаг Беларуси | Ковалёва, Мария Тимофеевна           | Доцент Белорусского государственного педагогического университета имени Максима Танка                                      | 31 августа 1999 года            |
| 131   | Флаг Беларуси | Данилюк, Светлана Филипповна         | Артистка-вокалистка концертно-гастрольного бюро Белорусской государственной филармонии                                     | 8 сентября 1999 года            |
| 132   | Флаг Беларуси | Проваторов, Геннадий Пантелеймонович | Дирижёр Государственного академического симфонического оркестра Республики Беларусь Белорусской государственной филармонии | 17 сентября 1999 года           |
| 133   | Флаг Беларуси | Протченко, Василий Ульянович         | Главный научный сотрудник лаборатории преподавания белорусского языка Национального института образования, профессор       | 9 ноября 1999 года              |
| 134   | Флаг Беларуси | Стёпина, Татьяна Ивановна            | Заведующая филиалом «Музей белорусского народного искусства» в д. Раубичи                                                  | 10 ноября 1999 года             |
| 135   | Флаг Беларуси | Градюшка, Александр Фёдорович        | Главный редактор газеты «Советская Белоруссия»                                                                             | 22 ноября 1999 года             |
| 136   | Флаг Беларуси | Малайчук, Яков Семёнович             | Директор Пружанской детской школы художеств имени Р. Р. Ширмы                                                              | 1 декабря 1999 года             |